# Manama
Manama (arabisk المنامة Al-Manāmah) er Bahrains hovedstad og største by med 297.502(2012) indbyggere. Den ligger på den nordlige del af øen Bahrain.
Manama er nævnt i islamiske krøniker så langt tilbage som 1345. Byen blev erobret af portugiserne i 1521 og senere af perserne i 1602.
Landets største skyskrabere, Bahrain World Trade Center, ligger i byen og er især kendt for sin integration af vindmøller i konstruktionen til at producere noget af tårnenes elforbrug.